# ZNF267
ZNF267‏ (Zinc finger protein 267) هوَ بروتين يُشَفر بواسطة جين ZNF267 في الإنسان.